# 屋嘉宗彦
屋嘉 宗彦（やか むねひこ、1946年 - ）は、日本の経済学者。法政大学名誉教授。

## 略歴
1946年、沖縄県で古典音楽を教える家に生まれる。那覇高校、香川大学経済学部を卒業し、1975年に一橋大学大学院経済学研究科博士課程を満期退学する。法政大学第一教養部講師、助教授、教授、法政大学法学部教授、2004年から7年間、法政大学沖縄文化研究所所長を務める。2016年に退職し、名誉教授となる。

## 著書
- 『現代資本主義の経済理論』（青木書店、1990年）
- 『マルクス経済学と近代経済学』（青木書店、新版、2003年）
- 『沖縄自立の経済学』（七つ森書館、2016）

## 共著
- 『戦後70年の日本資本主義』（新日本出版社、2016）

## 監修
- 『沖縄の大研究』（PHP研究所、2011年）

## 参照
- 『沖縄の大研究』
- 『沖縄自立の経済学』
- researchmap 屋嘉宗彦